# Gonolobus calycosus
Gonolobus calycosus là một loài thực vật có hoa trong họ La bố ma. Loài này được (Donn.Sm.) Woodson mô tả khoa học đầu tiên năm 1941.